# Clavelinidae
Clavelinidae es una familia de ascidias tunicados en el orden Enterogona. Que describe un grupo de animales marinos.

## Géneros
- Archidistoma (Garstang, 1891)
- Clavelina (Savigny, 1816)
- Cystodytes (Drasche, 1884)
- Distaplia (Della Valle, 1881)
- Eudistoma (Caullery, 1909)
- Nephtheis
- Polycitor (Renier, 1804)
- Pycnoclavella (Garstang, 1891)
- Sycozoa (Lesson, 1830)